# Solenanthus reverchonii
Solenanthus reverchonii är en strävbladig växtart som beskrevs av Árpád von Degen. Solenanthus reverchonii ingår i släktet Solenanthus och familjen strävbladiga växter. Inga underarter finns listade i Catalogue of Life.